# Ohne dich
Ohne dich – ballada rockowa niemieckiego zespołu Rammstein, która pochodzi z albumu Reise, Reise. Singiel Ohne dich ukazał się 24 listopada 2004 roku.
Wersja demo Ohne dich została nagrana w 2001 i miała być wydana na płycie Mutter, jednak później z niej zrezygnowano, tak samo jak z utworu Halleluja. Utwór ukazał się trzy lata później, w 2004 na płycie Reise, Reise.

## Teledysk
Teledysk opowiada historię wspinaczki grupy alpinistów na Mount Everest. Podczas wspinaczki wokalista zespołu, Till, spada i zostaje poważnie ranny. Muzyka na chwilę cichnie, gdy zespół wchodzi do namiotu, a Till spogląda z tęsknotą na szczyt góry. Zespół wchodzi na górę z Tillem na ramionach i muzyka startuje ponownie. Na koniec piosenki zespół zdobywa szczyt, a Till, leżący na skale, rozgląda się dookoła i umiera z uśmiechem na twarzy. Końcowe ujęcie przedstawia namiot i gasnącą w nim świecę. Możliwe, że inspiracją do takiego zakończenia było opowiadanie Ernesta Hemingwaya Śniegi Kilimandżaro.
Teledysk został nakręcony w 2004 w Alpach Ötztalskich w tyrolskiej dolinie Pitztal, a także po wjeździe koleją „Gletscherexpress” w okolicach górnej stacji na wysokości 2840 m pod szczytem Mittagskogel i po wjeździe koleją gondolową „Pitz-Panoramabahn” na 3440 m w okolicy wierzchołka Hinterer Brunnenkogel. W końcowym fragmencie w ujęciu z lotu ptaka widać jak zespół wychodzi na szczyt. Jest to charakterystyczny wierzchołek Wildspitze, jednak w rzeczywistości zespół na Wildspitze nie wchodził.

## Wykonanie na żywo
Podczas trasy koncertowej 2004–2005 promującej Reise, Reise przy utworze Ohne dich wraz z Rammsteinem występował fiński zespół Apocalyptica, który w tle wykonywał wolną melodię na wiolonczelach, co nadawało utworowi jeszcze smutniejszy charakter. Nie było żadnych efektów specjalnych, a większość członków Rammsteinu stała w cieniu.

## Lista utworów
1. „Ohne dich” (Oryginalna wersja z Reise, Reise)
2. „Ohne dich” (Mina Harker’s Version – Remix Laibach)
3. „Ohne dich” (Remix Svena Helberga)
4. „Ohne dich” (Schiller Remix)
5. „Ohne dich” (Remix Under Beyena)
6. „Ohne dich” – Beta version (Pierwotna wersja, różniąca się od oryginalnej małymi szczegółami)